# Fils de France (film, 1946)
Pour plus de détails, voir Fiche technique et Distribution.
Fils de France est un film dramatique français réalisé par Pierre Blondy, sorti en 1946. Il met en vedette Jean Mercanton, Jimmy Gaillard et Jacques Famery. L'histoire suit un équipage de char français libre alors qu'il libère Strasbourg et envahit le sol allemand.
Le film a été réalisé avec le concours du Section cinématographique de l'armée française (SCA).

## Synopsis
Le film est un récit romantique de la vie dans la 1re armée française  « Rhin et Danube » commandée par le général de Lattre de Tassigny. L'histoire suit un équipage de char sympathique alors qu'il participe à la reconquête de Strasbourg, traversant le Rhin et entrant en Allemagne.

## Fiche technique
- Titre : Fils de France
- Réalisation : Pierre Blondy
- Scénario et dialogues : Pierre Lestringuez
- Photographie : André Germain
- Musique : Guy Bernard
- Montage : Raymond Louveau
- Décors : Raymond Gabutti
- Production : Les Productions Sigma
- Pays d'origine :  France
- Format :
- Genre : Film dramatique
- Durée : 90 minutes
- Date de sortie : 
  - France : 15 mai 1946

## Distribution
| Acteur          | Personnage                |
| --------------- | ------------------------- |
| Jimmy Gaillard  | Yves                      |
| Jean Mercanton  | Hans                      |
| Jacques Famery  | François                  |
| Louis Florencie | Le commandant             |
| Odette Barencey | Mme Chatin                |
| Ginette Baudin  | Gretel                    |
| Jean Daurand    | Maréchal des logis Gobert |
| Jean Gaven      | Lieutenant Brévannes      |
| Lucien Blondeau | Le colonel                |
| Gérard Blain    |                           |
| Luce Fabiole    |                           |